# Psychomyia phalaenoides
Psychomyia phalaenoides är en nattsländeart. Psychomyia phalaenoides ingår i släktet Psychomyia och familjen tunnelnattsländor. Inga underarter finns listade i Catalogue of Life.